# 709193 Concettafinardi
709193 Concettafinardi este o planetă minoră (asteroid) din centura de asteroizi. A fost descoperită pe 13 noiembrie 2012 la  de . 
Obiectul prezintă o orbită caracterizată de o semiaxă mare de 2,2904083340826 UAi, o excentricitate de 0,10713934301656, o înclinație de 3,2554477875997 ° în raport cu ecliptica.